# Антоний (Людиновсков)
Отец Антоний в миру Афанасий Михайлович Людиновсков (1895, д. Быстрая — 13 марта 1977, Дубчесские скиты) — старообрядец часовенного согласия, основной организатор переселения скитов часовенных из Колыванской тайги на левый приток Енисея реку Дубчес, жертва советских политических репрессий, восстановитель и настоятель Дубчесских скитов после их разгрома в 1951 году.

## Жизнеописание
Происходил из середняцкой крестьянской семьи, которая около 1891 года переехала с Урала из Кыштымского завода под Минусинск. Там в д. Быстрая в 1895 году родился Афанасий. В 1902 (или 1903) году семья вернулась в Кыштымский завод. Юношей хотел уйти в скит, но о. Ириней посоветовал сначала отслужить в армии. Был призван на военную службу во время Первой мировой войны в 1914 или 1915 году. Около года воевал, попал в плен немцам. В плену провёл три с половиной года. Из плена бежал с группой русских военнопленных. Смог вернуться на родину уже после революции, когда шла гражданская война. Скрывался около Сунгульского скита м. Елены, где были послушницами его сёстры. На исповеди одна из стариц посоветовала Афанасию уходить дальше в тайгу в скит о. Саввы на реке Парбиг. Около года прожил в скиту о. Иринея около д. Яр "в тюменских пределах". И только в 1926 году добрался до скита о. Саввы на реке Парбиг. 

### В скиту о. Саввы на реке Паргиб
15 февраля 1928 года отец Савва постриг Афанасия под именем Антоний и поручил ему организовать переселение Уральских женских скитов на р. Парбиг в Колыванскую тайгу. О. Антоний отправился  за 100 км к крестьянам заимки Корга (территория Пудинского сельсовета) для того, чтобы  с их помощью  найти  место для переселения Сунгульского скита. В 1929 году о. Антоний вместе с мирянами строил для стариц кельи на новом месте. Переселение длилось около трёх лет и окончательно завершилось в 1932 году на реках Таванге и Корге. В это время в скиту вместе со старшей сестрой Антония  подвизалась и его родная мать. В скитах окончили свои дни три поколения семьи Людиновсковых, начиная с бабушки по отцу: отец, мать и сёстры.
Как-то по дороге на Тавангу миряне — старичок со старушкой и со снохой — просили о. Антония принять их на исповедь. Отец Антоний не посмел без благословения, а сноха при родах умерла. Рассказал об этом отцу Савве, тот промолчал, а после сказал: "Если человекъ при кончине проситъ принѧть на исповедь, нꙋжно принѧть. Тꙋт не требꙋетсѧ благословение, а если не прїимеши, ὦвечать бꙋдїешь". Позже о. Мина просил о. Антония пойти на Тавангу принять исповедь у стариц, потому что самому ему было тяжело туда идти 90 вёрст. Отец Симеон попенял о. Антонию за это и наложил епитимью. И уже только на Дубчесе отец Симеон благословил его принимать исповедь у стариц.
Одна из стариц вспоминала, что о. Антонию «о. Симеон видно не шибко советовал писать, а о. Сава сказал "Пущай пишет!"».

### Переселение на р. Дубчес
В начале 1930-х окрестности села Парбиг стали местом небезопасным. Оказалась, что в глухие места, где старообрядцы скрывались от советской власти, начали массово ссылать раскулаченных. В 1936-1940 годах на долю о. Антония выпала тяжелейшая работа подготовки и организации переезда скитов из Колыванской тайги через Обь-Енисейский канал (с. Безымянка) на левый приток Енисея Дубчес. Все пять лет о. Антоний находился непрерывно в пути и в работе. По воспоминаниям единоверцев: «мужествен был... духом, но и телом крепок бе; когда ему куда-либо нужно идти, его ничего не держало, ни дождь, ни снег, ни распута, ни мороз». Путешествовал вдвоем с попутчиком «пешком, продуктов пудов около пяти везли на нартах в самыя морозы, были бураны, дорогу заметало». 21 мая 1936 о. Антоний отправился на лодке на реку Кас, найдя подходящие места, уже только зимой вернулся обратно. 23 декабря вместе с К. Я. Лаптевым (братом о. Симеона) пошли снова, продуктов около 5 пудов везли за собой на нартах, так в бураны и сильные морозы шли до села Красный яр 300 вёрст. Только там купили "лошаденку маломальну", чтобы тащить нарты. 
Вернулись на Парбиг во второй половине января, и на трёх лошадях восьмером повезли книги, иконы и иной багаж. В первую очередь часовенные спасали самое ценное, то есть "божество" (иконы, книги, лестовки, поручи, ризы). Однажды ночевали в избушке у Нестора, которого , как оказалось, разыскивало НКВД. Но начальник "Анковады" не заинтересовался странниками, а они все, не сговариваясь, ответили: "Не знаемъ никакого хозѧина". Так приехали в Безымянку на Обь-Енисейском канале. Весной 1937 о. Антоний поехал на разведку на реку Сым, вернулся в конце августа. И 10 сентября 1937 года братия на большой лодке отправилась на Сым, о. Антоний со старицами м. Павлиной, м. Акинфой и м. Евгенией пошёл пешком на р. Колчим (Кольчум), оттуда на лодке спустились до Сыма. Плыли на лодке до 12 октября, когда лёд уже закрыл реку. 25 вёрст до Брусова возили груз на нартах. Построили одну келью. Но тут об этом узнало начальство и на следующее лето 1938 год пришлось оттуда перебираться на Дубчес.  1 августа о. Антоний с братией двинулись в путь, на праздник Усекновения главы Иоанна Предтечи (11 сентября) были в Сандакчесе. В сентябре 1938 заехали на Малый Тогульчес, братия осталась там заготавливать рыбу, а о. Антоний и двумя братьями вернулись на Сым. Обратно шли на лыжах о. Антоний и о. Виталий, шли голодом, хлеба не хватило, в сильный мороз. И к Введению Богородицы (4 декабря) с великим трудом дошли до Сандакчеса. А в Николин день (19 декабря) вся братия, кроме о. Максима, пошли на лыжах с нартами напрямки на Безымянку. 
Пояснив обстановку о. Симеону, той же зимой трое ушли из Безымянки: о. Виталий и о. Иосиф — на Дубчес, а о. Антоний — на Сым, до весны скрывался в тайге, чтобы не оставлять следов. Но как только весной пришёл на Брусово, так появился человек с фактории и стал его искать. Еще стало известно, что скоро поедут охотоведы расселять ондатр. Пришлось срочно подниматься в верховья — багаж с берега убрать, келью сжечь, все следы замаскировать надо было до охотоведов. А езды до кельи  300 вёрст. По дороге на притоке Дегильдо (Догылдо) о. Антоний построил лабаз, сложил багаж, поплыл вверх по Сыму. В келье никого не нашел — о. Георгий и м. Павлина умерли в голодную зиму, а м. Акинфа и м. Евгения выехали на Брусово и разъехались с ним. О. Антоний снова вернулся на Дегильдо, оставил там лодку и пешком пошёл 40 верст на Брусову заимку. Нашёл там м. Акинфу и м. Евгению, узнал о пережитом ими голоде. Из Брусово все вместе вновь поднялись в верховья, чтобы похоронить отца Георгия (он оставался с зимы не похороненным). Снова оставшиеся вещи перевезли на Дегильдо и спустились в Брусово. Оттуда на Ильин день (2 августа) ушёл пешком на Дубчес, пищи взял с собой на 10 дней, не рассчитал и из-за погоды шёл 19, но не голодал — выручали грибы. Стариц из Брусова забрали в конце зимы 1940 года. 
Весной 1940 на Дубчес приехал отец Симеон. Братия занималась раскорчевкой тайги под пашню и строительством келий.
В 1945 началась заключительная фаза переселения. По просьбе м. Евнафии пошёл на Моховку, что в стороне Сымской фактории, там зимой построили келью и часовню. Весной отправились обратно на Дубчес пешком вместе со скотом. Предстояло пройти около 200 вёрст через реки, леса, топкие болота, бурелом. С котомками за плечами, с вьюками и на коровах благополучно проделали этот путь. Всего на Дубчес отцом Симеоном была перевезена библиотека в 500 старопечатных и рукописных томов, вся она была сожжена сотрудниками МГБ при разгроме скитов в 1951 году. Путь от Паргиба до Дубчеса составлял около 2000 км тайгой, скрытными тропами в обход населенных пунктов. Трудно подсчитать, сколько раз проделал этот путь о. Антоний с 1936 по 1945 год.       
На Дубчесе о. Симеон благословил о. Антония принимать исповедь у стариц.

### Разгром Дубчесских скитов и арест

Отец Антоний — слева и игумен о. Симеон (1895—1954), Красноярская тюрьма, 1951

Арестован в самом начале разгрома Дубчесских скитов 28 марта 1951 года. Его искали наравне с О. Симеоном, считая одним из руководителей подпольных монастырей. При аресте назвал себя Афанасием, но случайно был выдан арестованным позже о. Даниилом. Пытался спасти Симеона от ареста, указав на о. Даниила, что это и есть Симеон. На слова карателей, что они  имеют право расстрелять двух-трёх из арестованных. Отец Антоний ответил: "Нас это не устраевает, двух-трех, нам хочется, чтоб вы всех нас постреляли здесь. Вам же будет лучше, без канители, патронов наверно у вас для нас хватит. Если вы нас считаете какими-то преступниками и если говорите, есть у вас права расстреливать, то уложьте нас всех здесь, нам не хочется покидать пустынь". Когда арестованных сплавляли на плотах по притоку Дубчеса Тогульчес, на первый плот под охраной капитана Щербина посадили отца Симеона, его младшего брата Кирилла и отца Антония. 
Виновным себя не признал. 4 января 1952 года приговорён Красноярским краевым судом к 25 годам ИТЛ. Кассацию не подавал. Медицинская комиссия признала его годным только к лёгкому труду: у него был повреждён левый глаз, и обнаружилась правосторонняя паховая грыжа. Это были последствия непосильных трудов по переселению скитов. 21 декабря 1954 года как и другие енисейские старообрядцы амнистирован и освобождён из лагеря в Иркутской области (Озерлаг?).

### Освобождение и восстановление скитов
Вскоре после освобождения возглавил скиты, возродившиеся в бассейне Среднего Енисея, на Ангаре. Освободившись из лагеря он принимал на исповедь всю братию, и стариц, и множество мирян "и великое о сём имел попечение". На вопрос одной из стариц "Поди, тебе трудно, сколько нас много принимаешь, каждую нас надо наставить на путь спасения, успокоить во всем".  Антоний отвечал: "Я бы ровно весь мир принял и мне не в тягость было бы".
Позднее руководил восстановлением Дубчесских скитов, был их игуменом. Участвовал в соборах часовенных. Автор нескольких посланий и «цветников» (сборников выдержек из творений христианских писателей), многих текстов "Урало-Сибирского патерика".
Скончался 13 марта 1977 года.
«По кончине отца Антония старейшинство и благословление перешло на отца Михаила и отца Ефрема. Первый принимал [на исповедь] стариц всех, а второй старцев всех»

## Семья
- Сестра — м. Тавифа, в миру Татьяна Михайловна Людиновскова (1886—24 июня 1967), в 17 или 18 лет ушла в Сунгульский скит м. Фёклы и м. Елены, в 23 года пострижена о. Геннадием. После смерти м. Елены в 1927 и сестры м. Алевтины в 1928, перебралась в скиты в Колыванской тайге, а летом 1940 года на Дубчес с о. Симеоном, который назначил её игуменьей. Арестована при разгроме скитов в 1951, срок 10 лет. Амнистировна в 1954 году. Сначала поселилась в Минусинске, потом в Тувинских скитах на Верхнем Енисее. Но около 1961 вернулась на Дубчес.
- Сестра — м. Алевтина, в миру Александра Михайловна Людиновскова (ок. 1896—16 июня 1928), пришла в скит м. Елены в 9 лет, уже умела читать Псалтырь, была очень начитана, учила других знаменному  пению. Иноческий чин получила от о. Тарасия в марте 1928, за несколько месяцев до смерти.

## Известные сочинения
- Послание Антония сестре Александре, готовившейся к постригу. 1928 год.
- Большое письмо поучительное християном о покаянии, о молитве, о крестном знамении, о последнем времени, о смешении с еретики, о пиянстве. 1955-1977
- Жития м. Тавифы, о. Симеона, о. Георгия и м. Павлины // Урало-Сибирский патерик
- Укрепление християнского чувства, истиннаго разума, о непостижимости Творца, о Воскресении Христовом, и о проповеди евангельской, и о обращении язычества, и о скончание мира.
- «Епитимий за смешательство» // Духовная литература староверов востока России XVIII — XX вв. Новосиб., 2000. С. 385-388. (С 1969 по 1977 годы возглавлял работу над созданием этого свода правил)
- «Повесть о предохранении от смешательства, дабы не пришло в забвение последнему роду» (составитель, в работу вошли 2 сочинения авторитетных книжников из часовенного согласия нач. XX в., их объединяет краткое резюме о. Антония о современном состоянии проблемы).